# Leutstetten
Leutstetten war eine Gemeinde in Oberbayern, die im Jahr 1978 im Zuge der Gebietsreform in Bayern der Stadt Starnberg angegliedert wurde. Diese wurde nach dem kleinen Weiler benannt.

## Geographie
Das Gebiet der ehemaligen Gemeinde ist heute ein Stadtteil und eine Gemarkung von Starnberg. Neben dem Dorf Leutstetten gehört dazu das Dorf Einbettl (die beiden Dörfer sind mittlerweile baulich zusammengewachsen) sowie die vier kleineren Ortsteile Mühlthal, Petersbrunn, Schwaige und Wildmoos.
Leutstetten liegt nördlich des Stadtzentrums von Starnberg am Ende des Leutstettener Mooses auf einer Höhe von 590 m ü. NN. am Fuße einer Endmoräne der Würmeiszeit am Starnberger See.
Leutstetten befindet sich etwa drei Kilometer nördlich von Starnberg und 20 Kilometer südlich von München, zwischen Starnberg und dem Würmtal. Das Ortszentrum von Starnberg ist mit dem Auto in circa zehn Minuten zu erreichen, das Zentrum von München über die Bundesautobahn 95 in circa 15 Minuten. Die nächstgelegene S-Bahn-Haltestelle ist der Bahnhof Starnberg-Nord in etwa drei Kilometer Entfernung.

## Geschichte

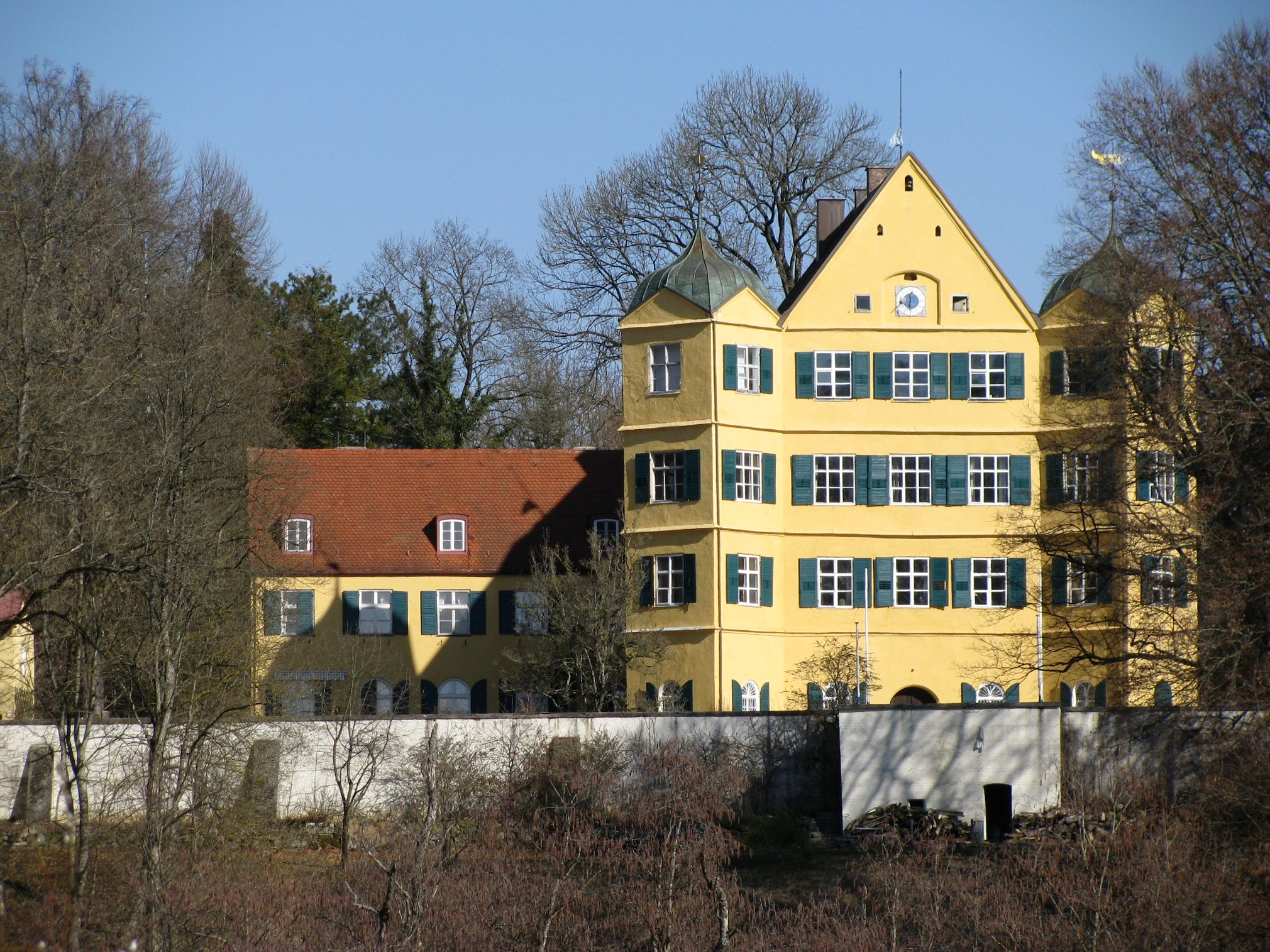
Schloss Leutstetten

Auf der Gemarkung von Leutstetten befinden sich Reste einer Villa rustica, eines römischen Gutshofes aus dem 2. Jahrhundert.
Die erste urkundliche Erwähnung geht auf die Zeit um 800 zurück. Leutstetten ist damit wesentlich älter als Starnberg selbst, welches erst 1226 urkundlich erwähnt wird. Leutstetten wird als Luicilstat (bedeutet so viel wie „kleine Wohnstätte“) zum ersten Mal in einer Schenkungsurkunde der Äbtissin Kysilla vom Kloster Notre Dame in Soissons genannt.
Das Schloss Leutstetten ist erst seit 1875 im Besitz der Wittelsbacher: Prinz Ludwig von Bayern, also der spätere König Ludwig III. erwarb es am 20. Januar 1875 von Baron von Walden. Auch die Prinzessin Elisabeth, die spätere Kaiserin von Österreich (Sissi), weilte vor ihrer Hochzeit am 24. April 1845 mit Kaiser Franz Joseph I. einige Male im Schloss Leutstetten. Die Verlobung der beiden fand allerdings nicht – wie in der Literatur gelegentlich behauptet – in Leutstetten statt, sondern in der Kaiservilla in Bad Ischl.
Ludwig Prinz von Bayern züchtete von 1945 bis 2006 auf seinen Ländereien das Leutstettener Pferd, eine vom Aussterben bedrohte Pferderasse.
Leutstetten hat 2022 etwa 445 Einwohner.

## Sehenswertes

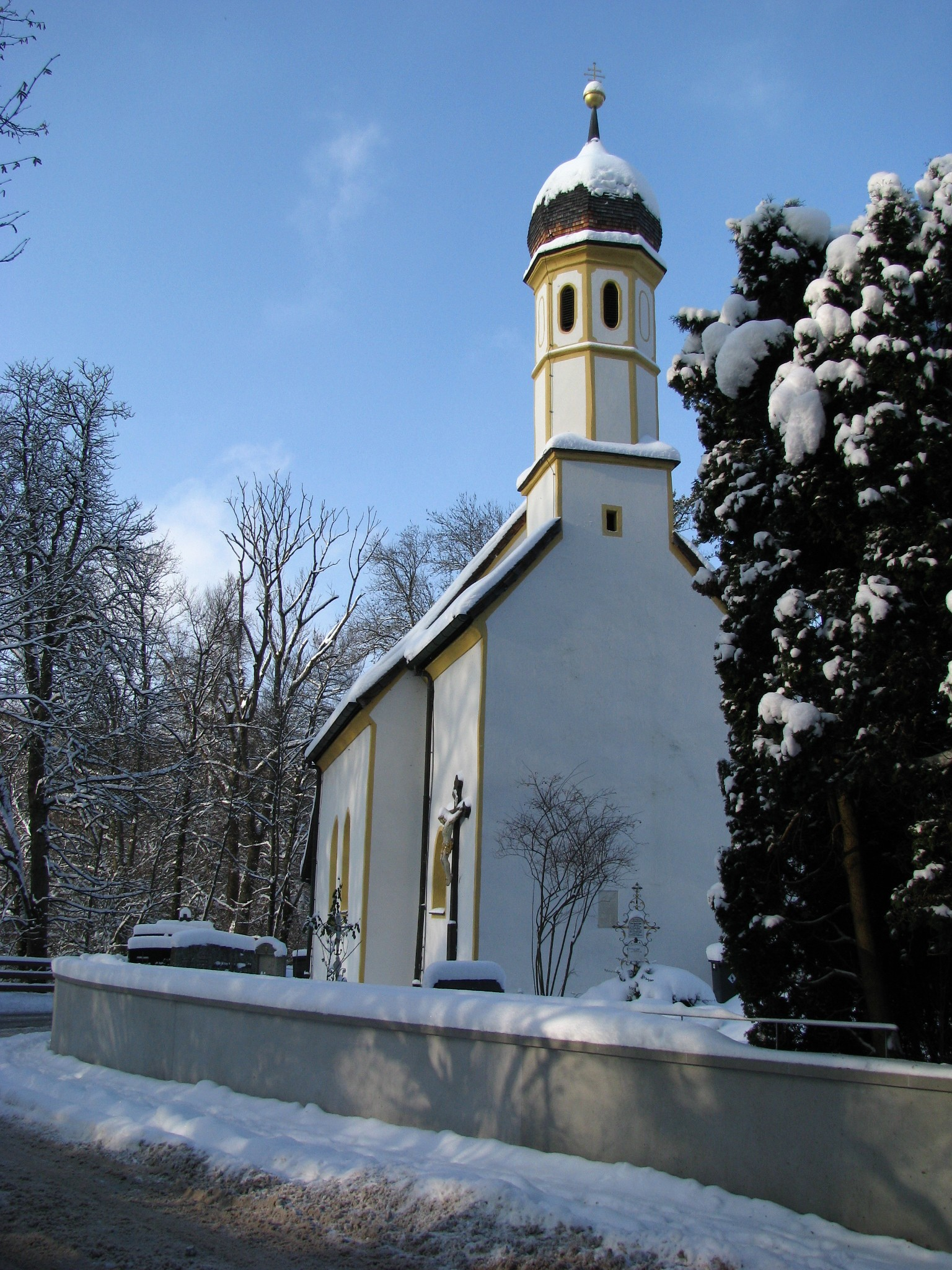
Kirche St. Alto

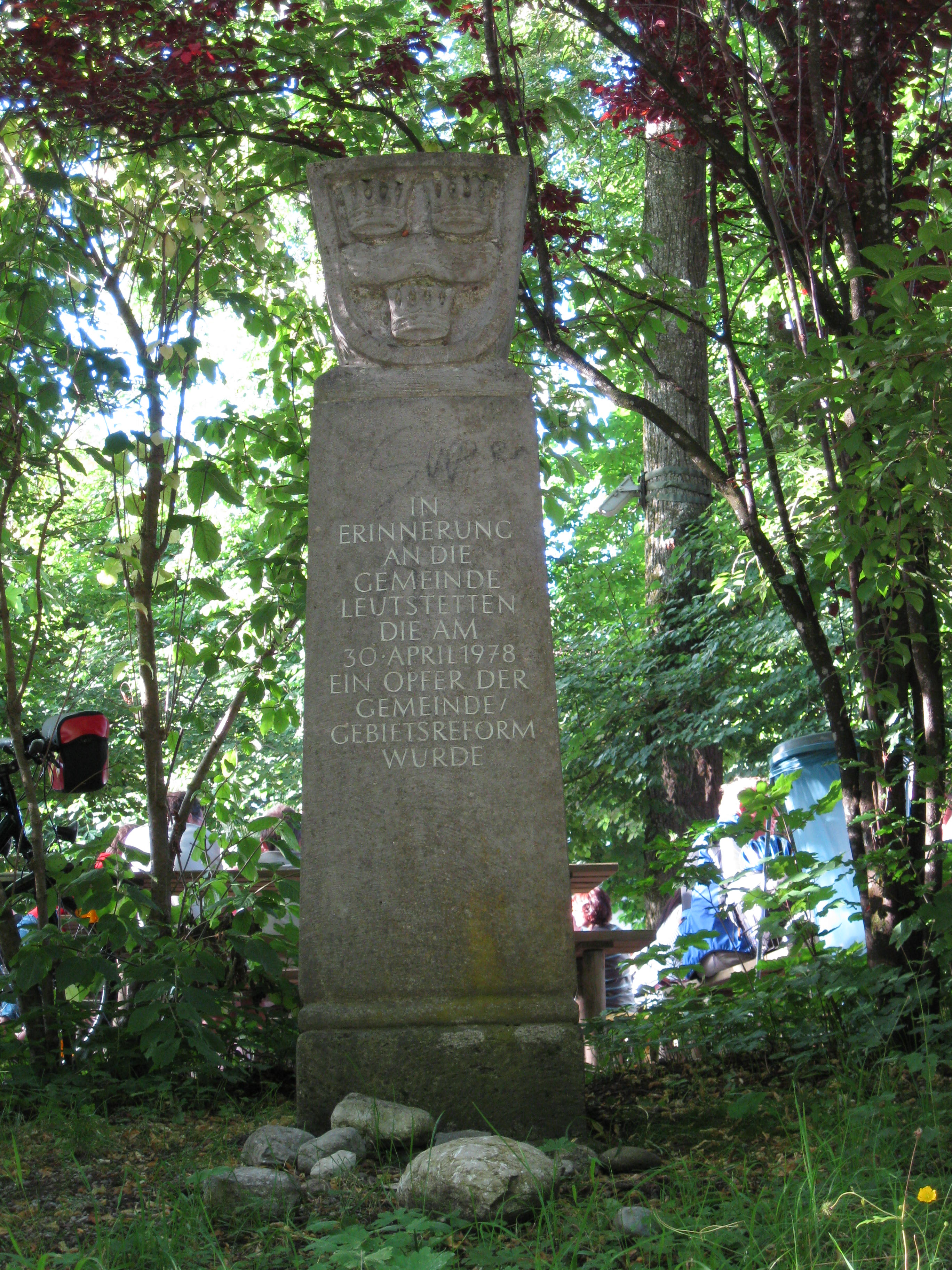
Gedenkstein für die Gemeinde Leutstetten vor der Gebietsreform, den Leutstettener Bürger nahe dem Schloss aufgestellt haben.

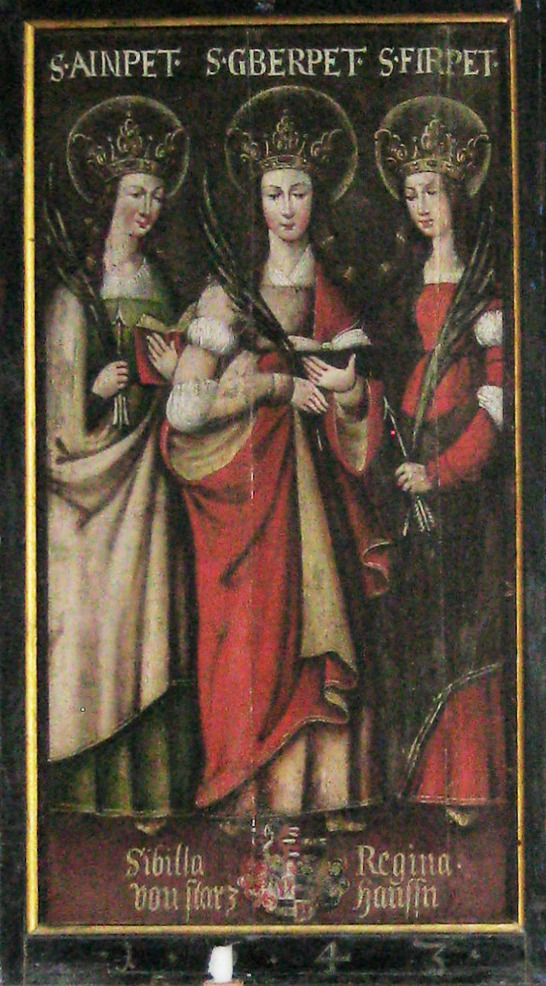
Holztafel von 1643 mit den Drei Bethen in St. Alto.

Die Schlossgaststätte Leutstetten (im Eigentum von Luitpold Prinz von Bayern) ist vor allem im Sommer ein beliebtes Ausflugsziel bei Fahrradfahrern und Wanderern auf ihrem Weg von München zum Starnberger See. Einige Meter entfernt befindet sich die kleine Kirche St. Alto, erbaut im romanischen Stil. Sehenswert in St. Alto ist der „Pfingstaltar“, gefertigt von einem alten Meister gegen Ende des 15. Jahrhunderts (Erasmus Grasser oder Schüler). In Volkskundlerkreisen ist die Holztafel von 1643, die drei heiligen Schwestern gewidmet ist, berühmt, da sie die heidnischen Namen der drei Bethen nennt: Ainpet, Gberpet, Firpet. 

Etwas südlich der Kirche liegt das Schloss Leutstetten. Eine Besichtigung der Schlossanlage und des Parks ist jedoch nicht möglich. Schräg gegenüber auf der Straße nach Wangen liegt der sogenannte Samerhof, ein zweigeschossiger denkmalgeschützter Satteldachbau der im Jahr 1908 durch den bekannten Münchner Architekten Emanuel von Seidl ausgebaut und erweitert wurde. 

Auf dem bekannten Radweg von München–Maxhof durch den Forstenrieder Park zum Starnberger See gelangt man nach Leutstetten und schließlich östlich des Leutstettener Mooses zu den Überresten eines römischen Gutshofes, der Villa rustica von Leutstetten(⊙).

## Wappen
Auf ultramarinen Grund zeigen sich drei fünfzackige Rangkronen mit Perlen statt Zacken, die von der Würm als silberner Wellenbalken getrennt werden. Der Legende nach habe sich die Karlsburg zu Zeiten Pippin des Jüngeren gegen zwei verfeindete Festungen auf der anderen Flussseite durchsetzen müssen, um die Region zu beanspruchen. Auf den Siegesfeierlichkeiten habe Bertrada den späteren Frankenkönig Karl den Großen empfangen. Die Festung ging später im Schloss Leutstetten auf.